# Список глав правительства Сент-Люсии
Список глав правительства Сент-Люсии включает в себя руководителей правительства Сент-Люсии со времени создания в стране в 1960 году правительственного кабинета. В настоящее время правительство возглавляет премьер-министр Сент-Люсии (англ. Prime Minister of Saint Lucia), чьё положение в системе государственной власти определяет конституция, вступившая в силу с провозглашением 22 февраля 1979 года независимости государства.
Глава правительства является лидером партии, имеющей большинство в Палате собрания (нижняя палата, англ. House of Assembly) двухпалатного парламента. Палата избирается на срок 5 лет прямыми выборами по одномандатным округам; этим электоральным периодом определяется срок полномочий правительства, ограничений для повторного формирования кабинета при сохранении парламентского большинства не установлено.
Первоначально во главе кабинета стоял главный министр (), с приобретением статуса ассоциированного государства в 1967 году главой правительства стал премьер (), с провозглашением независимости в 1979 году — премьер-министр ().
Применённая в первом столбце таблиц нумерация является условной. Также условным является использование в первых столбцах цветовой заливки, служащей для упрощения восприятия принадлежности лиц к различным политическим силам без необходимости обращения к столбцу, отражающему партийную принадлежность, в том числе независимый статус политиков. В столбце «Выборы» отражены состоявшиеся выборные процедуры, сформировавшие состав парламента, поддерживающий главу правительства.

## Главные министры (1960—1967)
Главный министр Сент-Люсия (англ. Chief Minister of Saint Lucia) — в коронной колонии Соединённого королевства Сент-Люсия — глава правительственного кабинета, имеющего исполнительные полномочия, значительно ограниченные полномочиями лондонского правительства Её Величества, следующими из конституционного обычая.
Им становился лидер победившей на выборах в парламент партии. Этот пост появился в 1960 году, с созданием при администраторе владения правительственного кабинета, интегрированного в систему управления Федерации Вест-Индии, куда оно входило с 3 января 1958 года по 31 мая 1962 года.
|          | Портрет | Имя (годы жизни)                                                                   | Полномочия    | Полномочия   | Партия                          | Выборы | Пр.          |
| Начало   | Портрет | Имя (годы жизни)                                                                   | Окончание     |              | Партия                          | Выборы | Пр.          |
| -------- | ------- | ---------------------------------------------------------------------------------- | ------------- | ------------ | ------------------------------- | ------ | ------------ |
| 1 (I—II) |         | Джордж Фредерик Лоуренс Чарльз (1916—2004) англ. George Frederick Lawrence Charles | 1 января 1960 | 3 июля 1964  | Лейбористская партия Сент-Люсии | 1957   | [ 7 ] [ 8 ]  |
| 1 (I—II) | 1961    | Джордж Фредерик Лоуренс Чарльз (1916—2004) англ. George Frederick Lawrence Charles | 1 января 1960 | 3 июля 1964  | Лейбористская партия Сент-Люсии |        | [ 7 ] [ 8 ]  |
| 2 (I)    |         | Джон Джордж Мелвин Комптон (1925—2007) англ. John George Melvin Compton            | 3 июля 1964   | 1 марта 1967 | Объединённая рабочая партия     | 1964   | [ 9 ] [ 10 ] |

## Премьер (1967—1979)

Флаг (1967—1979)

Премьер Сент-Люсии (англ. Premier of Saint Lucia) являлся постом главы правительства Сент-Люсии после получения ею статуса ассоциированного с Великобританией государства. После распада Вест-Индской Федерации в 1962 году была разработана концепция «ассоциированной государственности», реализованная Законом Об ассоциированной государственности 1967 года, предоставившим стране с 1 марта 1967 года полную автономию в отношении её внутренних дел, изменившим структуру и полномочия правительства и установившим самостоятельный пост губернатора Сент-Люсии (англ. Governors of Saint Lucia).
Организация Объединённых Наций не смогла вынести решение, был ли при этом достигнут суверенитет по смыслу Устава ООН и резолюций Генеральной Ассамблеи ООН.
|           | Портрет | Имя (годы жизни)                                                        | Полномочия   | Полномочия      | Партия                      | Выборы      | Пр.          |
| Начало    | Портрет | Имя (годы жизни)                                                        | Окончание    |                 | Партия                      | Выборы      | Пр.          |
| --------- | ------- | ----------------------------------------------------------------------- | ------------ | --------------- | --------------------------- | ----------- | ------------ |
| 2 (I—III) |         | Джон Джордж Мелвин Комптон (1925—2007) англ. John George Melvin Compton | 1 марта 1967 | 22 февраля 1979 | Объединённая рабочая партия | [ комм. 5 ] | [ 9 ] [ 10 ] |
| 2 (I—III) | 1969    | Джон Джордж Мелвин Комптон (1925—2007) англ. John George Melvin Compton | 1 марта 1967 | 22 февраля 1979 | Объединённая рабочая партия |             | [ 9 ] [ 10 ] |
| 2 (I—III) | 1974    | Джон Джордж Мелвин Комптон (1925—2007) англ. John George Melvin Compton | 1 марта 1967 | 22 февраля 1979 | Объединённая рабочая партия |             | [ 9 ] [ 10 ] |

## Премьер-министры (с 1979)
Премьер-министр Сент-Люсии (англ. Prime Minister of Saint Lucia) является главой правительства после обретения Сент-Люсией независимости и вступления в силу 22 февраля 1979 года конституции страны, когда она стала одним из королевств Содружества. В структуре монархии Сент-Люсии премьер-министр обладает исполнительными полномочиями власти монарха, который по всем вопросам антигуанского государства советуется исключительно с министрами правительства Сент-Люсии. Представляющий монарха генерал-губернатор назначается по совету премьер-министра; назначение премьер-министром лица, имеющего наилучшие шансы получить парламентскую поддержку, является прерогативой самого генерал-губернатора, а не представляемого им монарха. Титул первой правящей королевы Сент-Люсии Елизаветы II Елизавета Вторая, Милостью Божьей, Королева Сент-Люсии и других её королевств и территорий, Глава Содружества (англ. Elizabeth the Second, by the Grace of God, Queen of Saint Lucia and of Her other Realms and Territories, Head of the Commonwealth) использовался, как правило, когда к ней обращались как к таковой, если монарх находится в Сент-Люсии или выполняет обязанности от имени Сент-Люсии за её границами (после вступления на престол Карла III неименная основа титула была сохранена).
|           | Портрет               | Имя (годы жизни)                                                                | Полномочия      | Полномочия      | Партия                             | Выборы       | Пр.           |
| Начало    | Портрет               | Имя (годы жизни)                                                                | Окончание       |                 | Партия                             | Выборы       | Пр.           |
| --------- | --------------------- | ------------------------------------------------------------------------------- | --------------- | --------------- | ---------------------------------- | ------------ | ------------- |
| 2 (III)   |                       | Джон Джордж Мелвин Комптон (1925—2007) англ. John George Melvin Compton         | 22 февраля 1979 | 2 июля 1979     | Объединённая рабочая партия        | [ комм. 7 ]  | [ 9 ] [ 10 ]  |
| 3         |                       | Аллан Фицджеральд Лоран Луизи (1916—2011) англ. Allan Fitzgerald Laurent Louisy | 2 июля 1979     | 4 мая 1981      | Лейбористская партия Сент-Люсии    | 1979         | [ 13 ] [ 14 ] |
| 4         |                       | Уинстон Фрэнсис Сенак (1925—2004) англ. Winston Francis Cenac                   | 4 мая 1981      | 17 января 1982  | Лейбористская партия Сент-Люсии    | [ комм. 10 ] | [ 15 ] [ 16 ] |
| 5         |                       | Брайан Майкл Пилгрим (1947—) англ. Bryan Michael Pilgrim                        | 17 января 1982  | 3 мая 1982      | Прогрессивная лейбористская партия | [ комм. 11 ] | [ 17 ] [ 18 ] |
| 2 (IV—VI) |                       | Джон Джордж Мелвин Комптон (1925—2007) англ. John George Melvin Compton         | 3 мая 1982      | 2 апреля 1996   | Объединённая рабочая партия        | 1982         | [ 9 ] [ 10 ]  |
| 2 (IV—VI) | 06.04.1987 30.04.1987 | Джон Джордж Мелвин Комптон (1925—2007) англ. John George Melvin Compton         | 3 мая 1982      | 2 апреля 1996   | Объединённая рабочая партия        |              | [ 9 ] [ 10 ]  |
| 2 (IV—VI) | 1992                  | Джон Джордж Мелвин Комптон (1925—2007) англ. John George Melvin Compton         | 3 мая 1982      | 2 апреля 1996   | Объединённая рабочая партия        |              | [ 9 ] [ 10 ]  |
| 6         |                       | Вогэн Аллен Льюис (1940—) англ. Vaughan Allen Lewis                             | 2 апреля 1996   | 24 мая 1997     | Объединённая рабочая партия        | [ комм. 13 ] | [ 20 ] [ 21 ] |
| 7 (I—II)  |                       | Кенни Дэвис Энтони (1951—) англ. Kenny Davis Anthony                            | 24 мая 1997     | 11 декабря 2006 | Лейбористская партия Сент-Люсии    | 1997         | [ 22 ] [ 23 ] |
| 7 (I—II)  | 2001                  | Кенни Дэвис Энтони (1951—) англ. Kenny Davis Anthony                            | 24 мая 1997     | 11 декабря 2006 | Лейбористская партия Сент-Люсии    |              | [ 22 ] [ 23 ] |
| 2 (VII)   |                       | Сэр Джон Джордж Мелвин Комптон (1925—2007) англ. John George Melvin Compton     | 11 декабря 2006 | 7 сентября 2007 | Объединённая рабочая партия        | 2006         | [ 9 ] [ 10 ]  |
| 8         |                       | Стивенсон Кинг (1958—) англ. Stephenson King                                    | 7 сентября 2007 | 30 ноября 2011  | Объединённая рабочая партия        | [ комм. 15 ] | [ 24 ] [ 25 ] |
| 7 (III)   |                       | Кенни Дэвис Энтони (1951—) англ. Kenny Davis Anthony                            | 30 ноября 2011  | 7 июня 2016     | Лейбористская партия Сент-Люсии    | 2011         | [ 22 ] [ 23 ] |
| 9         |                       | Аллен Майкл Частанет (1961—) англ. Allen Michael Chastanet                      | 7 июня 2016     | 28 июля 2021    | Объединённая рабочая партия        | 2016         | [ 26 ] [ 27 ] |
| 10        |                       | Филип Джозеф Пьер (1954—) англ. Philip Joseph Pierre                            | 28 июля 2021    | действующий     | Лейбористская партия Сент-Люсии    | 2021         | [ 28 ] [ 29 ] |